# W28
W28, también conocido como SNR G006.4-00.1, Kes 59 y AJG 73, es un resto de supernova que se localiza en la constelación de Sagitario.
Fue descubierto por Gart Westerhout en 1958 en el marco de un estudio de radiación continua en nuestra galaxia a 1390 MHz de frecuencia.

## Morfología
W28 es un arquetipo de los restos de supernova de morfología mixta. Así, en banda de radio muestra una clara envoltura o cáscara —principalmente al norte y este del remanente—, mientras que la emisión de rayos X térmicos se concentra en torno al centro. Un pico secundario de rayos X aparece hacia el noreste, cerca de un lugar donde el resto de supernova interacciona con una nube molecular. También se observa un componente más tenue de rayos X en forma de cáscara hacia el suroeste.
A diferencia de otros estos de morfología mixta, W28 no tiene estructura de concha en luz visible y en su lugar está llena desde el centro; ello puede deberse a las condiciones particularmente complejas del medio interestelar en el cual se expande.
Se han detectado cuarenta y un máseres de OH de 1720 MHz a lo largo de los bordes de W28, en lugares donde el frente de choque impacta contra la materia molecular. La emisión de máseres es otra clara indicación de la interacción de este resto de supernova con gas molecular denso. Mientras que las observaciones en luz visible sugieren una velocidad para la onda de choque de 100 km/s, las temperaturas de los rayos X en la envoltura noreste y suroeste implican una velocidad mucho mayor, en el rango de 700 - 1100 km/s.
Por otro lado, también se ha detectado emisión de muy alta energía —rayos gamma— coincidente con nubes moleculares. En este sentido, observaciones con el sistema estereoscópico de alta energía (HESS) han permitido identificar cuatro brillantes fuentes de rayos gamma de TeV cerca de W28.

## Posible remanente estalar
Existen dos fuentes de rayos X cercanas a W28: CXOU J175857.55–233400.3 (fuente de rayos X «duros» en la parte suroeste de W28) y 3XMM J180058.5–232735 (cerca del centro geométrico del remanente). Ninguna de ellas parece ser el remanente estelar de la explosión de la supernova que dio lugar a W28.

## Edad y distancia
W28 tiene una edad comprendida entre 32 000 y 41 000 años.
Se encuentra a una distancia de 1900 - 2000 pársecs de la Tierra y tiene un radio de aproximadamente 13 pársecs.